# عبدالرسول مرتضوی
عبدالرسول مرتضوی (زادهٔ ۱۵ خرداد ۱۳۴۴ در تهران) جانباز دورهٔ جنگ هشت‌ساله ایران و عراق، از مخالفان خامنه‌ای، فعال دموکراسی‌خواه و نیز زندانی سیاسی است. او از امضا کنندگان بیانیه ۱۴ فعال سیاسی است.

## زندگی و کنشگری سیاسی
مرتضوی در جریان جنگ ۸ ساله ایران و عراق، زخمی شد و بر اثر رفتن روی مین، یک پایش را از دست داد.
وی به همراه چند تن از امضا کنندگان بیانیه ۱۴ فعال سیاسی، ضمن انتقاد از وضعیت کنونی کشور در زمینه‌های سیاسی، اجتماعی و اقتصادی، خواستار انجام اصلاحات در قانون اساسی کشور، کناره‌گیری خامنه‌ای از قدرت و نیز گذار از نظام جمهوری اسلامی ایران شد. او در پیام‌هایی صوتی یا تصویری، بر ضد خامنه‌ای سخن گفته‌است.

## اتهام‌ها
مرتضوی به حکم دادگاه انقلاب مشهد، به توهین به دین اسلام، اهانت به خمینی و خامنه‌ای، براندازی حکومت جمهوری اسلامی، تبلیغ علیه نظام، مصاحبه با رسانه‌های معاند نظام، تشویش اذهان عمومی، تشکیل گروه تلگرامی به قصد نشر اکاذیب و برهم زدن امنیت ملی، اخلال در نظم عمومی با تجمع کردن، متهم شد.

## محکومیت و حبس
عبدالرسول مرتضوی در سال ۱۳۹۸ خورشیدی، به دلیل هواداری از بیانیه ۱۴ فعال سیاسی و نیز توهین به خامنه‌ای و حکومت اسلامی بازداشت شد و از سوی دادگاه انقلاب مشهد به ۲۶ سال حبس، محکوم شد.

## شکنجه و اعتصاب غذا
وی در زندان، به همراه چند تن از امضاکنندگان بیانیهٔ پیش‌گفته، با توهین، مورد ضرب و شتم زندانبان‌ها قرار گرفت و به بند مجرمان خطرناک (و نه سیاسی) منتقل شد. وی به نشانهٔ اعتراض، اعتصاب غذای خشک کرد.

## اعتصاب غذا گستردهٔ ۱۴۰۰
زندانیان سیاسی در زندان‌های اوین، فشافویه،  عادل آباد شیراز در تاریخ ۳۰ اسفندماه ۱۳۹۹ اعلام کردند به یاد و احترام رنج‌های مشترک مردم ایران و در اعتراض به ظلم‌های ستمگران و به یاد گرسنگان وطن بر سفره نوروز، شروع سال ۱۴۰۰ خورشیدی را با اعتصاب غذا آغاز می‌کنند که تا سه روز ادامه داشت، عبدالرسول مرتضوی یکی از زندانیان امضا کننده بیانیه بود.

## ارژنگ مرتضوی
ارژنگ مرتضوی فرزند عبدالرسول مرتضوی از فعالان مدنی و همچنین زندانی سیاسی که از تاریخ ۲۶ آذر ۱۴۰۱ تا ۲ اسفند ۱۴۰۱ در زندان مرکزی کرج در حبس به سر برده است.
او در تاریخ ۲۶ آذر ۱۴۰۱ جلوی درب دانشگاه خوارزمی توسط نیروهای حکومتی ربوده شد و پس از ۱۰ روز بازداشت در انفرادی زندان رجایی شهر کرج به زندان مرکزی این شهر منتقل شد. ایشان بدون هیچ حکم و دادگاهی ۶۶ روز بلاتکلیف در زندان به سر برد تا اینکه با نام عفو رهبری آزاد شد.

## واکنش به بازداشت درخواست کنندگان کناره‌گیری خامنه‌ای
مورگان اورتگاس، سخنگوی وزارت خارجه آمریکا با نام بردن از عبدالرسول مرتضوی، هاشم خواستار، محمد نوری‌زاد، محمدحسین سپهری، فاطمه سپهری و چند تن دیگر، کیفر طولانی مدت آن‌ها را به دلیل «درخواست‌شان برای ایجاد تغییرات سیاسی»، محکوم کرد و خواستار آزادی فوری‌شان شد.